# 文奴爾·派利基拿
派利基拿（Manuel Gregorio Pellegrina，1920年—1992年11月23日），全名為文奴爾·謝高利奧·派利基拿，是阿根廷的足球運動員，位置為前鋒。
派利基拿在學生隊開始他的職業生涯，他效力於該俱樂部直至1952年其降級，他與隊友恩芬迪加盟荷拉崗。派利基拿只打過一個賽季，然後再返回的學生隊。
在效力學生隊時替國家隊比賽，包括在1945年南美足球錦標賽。
在他兩度效力學生隊其間，上陣過489場比賽取得234球。其中在聯賽上陣261場取得221球。然後，他效力於低級別聯賽球隊康巴塞雷斯4年。
派利基拿在阿根廷聯賽入球榜排在第四位，總計490場比賽射入231球。而在所有的比賽中上陣518場取得了245個入球。
派利基拿於92年11月23日死於肺炎。

## 獎項
| 球季 | 球隊   | 獎項       |
| ---- | ------ | ---------- |
| 1945 | 阿根廷 | 南美國家盃 |

## 連結
- （西班牙文） Futbol Factory profile (Archived)